# Magic (B'z)
Magic è il diciassettesimo album in studio del gruppo rock giapponese B'z, pubblicato nel 2009.

## Tracce
1. Introduction – 0:37
2. Dive – 2:59
3. Time Flies – 3:21
4. My Lonely Town – 3:37
5. Long Time No See – 3:11
6. Ichibu to Zenbu (イチブトゼンブ) – 4:11
7. Pray – 4:45
8. Magic – 4:07
9. Mayday! – 4:03
10. Tiny Drops – 4:05
11. Dare ni mo Ienē (だれにも言えねぇ) – 3:22
12. Yume no Naka de Aimashō (夢の中で逢いましょう) – 3:17
13. Freedom Train – 4:07

## Formazione
- Koshi Inaba
- Takahiro Matsumoto